# Акимов, Павел Иванович
Павел Иванович Акимов (1883 — после 1921) — капитан 134-го пехотного Феодосийского полка, герой Первой мировой войны.

## Биография
Из дворян. Уроженец Херсонской губернии. Среднее образование получил в Николаевском Александровском реальном училище.
Воинскую повинность отбывал в 208-м пехотном резервном Очаковском полку, 25 октября 1905 года был произведен в прапорщики запаса армейской пехоты с переводом в 276-й пехотный Лиманский полк.
17 июля 1910 года переведен в 134-й пехотный Феодосийский полк, а 25 ноября 1911 года произведен в подпоручики.
В Первую мировую войну вступил в рядах названного полка. Произведен в поручики 31 декабря 1914 года «за отличия в делах против неприятеля». Был командиром 11-й роты. Пожалован Георгиевским оружием
За то, что, будучи в чине поручика, в бою 31 августа 1915 года в районе д. Хотовице, командуя ротой, под сильным и действительным ружейным, пулеметным и артиллерийским огнем и при особо трудных условиях местности, во главе своей роты, штыками овладел тремя сильными окопами противника, захватив два действующих пулемета. При дальнейшем наступлении стремительной атакой в штыки во фланг противника, способствовал овладению сильно укрепленной д. Хотовице, представлявшей весьма важный пункт неприятельской позиции. При атаках захвачено в плен: один штаб и пять обер-офицеров и 435 нижних чинов австрийцев.
Удостоен ордена Св. Георгия 4-й степени
За то, что бою 8 октября 1915 года в районе д. Волица-Верещакский лес, под действительным огнем противника, подавая пример воинской доблести, во главе роты, преодолев несколько рядов проволочного заграждения, первым ворвался в сомкнутое укрепление на выс. 177, являвшуюся тактическим ключом позиции, и после упорного штыкового боя овладел им, захватив действующий пулемет и более 300 пленных и проложив путь для наступления соседним ротам. Невзирая на сильную контузию, повел роту на вторую линию противника, взял ее и на плечах бегущего врага ворвался в Верещакский лес, прошел его насквозь и удержался на западной опушке его, несмотря на энергичную контр-атаку австро-германцев.
Произведен в штабс-капитаны 29 июля 1916 года, в капитаны — 7 сентября 1917 года.
В эмиграции в Югославии. Полковник, состоял членом Общества кавалеров ордена Св. Георгия. Судьба после 1921 года неизвестна.

## Награды
- Орден Святой Анны 4-й ст. с надписью «за храбрость» (ВП 30.06.1915)
- Орден Святого Станислава 3-й ст. с мечами и бантом (ВП 10.10.1915)
- Орден Святой Анны 3-й ст. с мечами и бантом (ВП 26.02.1916)
- Орден Святого Георгия 4-й ст. (ВП 25.06.1916)
- Георгиевское оружие (ВП 15.11.1916)
- Орден Святого Станислава 2-й ст. с мечами (ВП 21.11.1916)
- Орден Святой Анны 2-й ст. с мечами (ВП 21.11.1916)
- Орден Святого Владимира 4-й ст. с мечами и бантом (ВП 30.11.1916)